# Goitosuros
Goitosuros eller Goetosyrus var en gudom ur skytisk mytologi. 
Han var solens gud, och tycks ha associerats nära med gudinnan Artimpasa. 
Goitosuros blev genom interpretatio graeca av grekerna jämställd med Apollon. 